# Brachythecium huntianum
Brachythecium huntianum là một loài rêu trong họ Brachytheciaceae. Loài này được Limpr. Schimp. mô tả khoa học đầu tiên năm 1918.